# Peterborough Airport
Peterborough Airport är en flygplats i Kanada. Den ligger i den sydöstra delen av landet, 250 km sydväst om huvudstaden Ottawa. Peterborough Airport ligger 191 meter över havet.
Terrängen runt Peterborough Airport är platt. Närmaste större samhälle är Peterborough, 8,6 km norr om Peterborough Airport. 
Omgivningarna runt Peterborough Airport är en mosaik av jordbruksmark och naturlig växtlighet. Runt Peterborough Airport är det glesbefolkat, med 18 invånare per kvadratkilometer.